# Communauté russe au Royaume-Uni
La communauté russe au Royaume-Uni se compose principalement de citoyens britanniques d'origine russe mais aussi d'expatriés et de migrants de Russie qui résident au Royaume-Uni. Il existe une communauté russe importante au Royaume-Uni depuis le XIXe siècle.

## Démographie et institutions culturelles
Le recensement de 2001 a enregistré 15 160 résidents nés en Russie. Les estimations publiées par Le Guardian suggèrent que la population résidente de Londres née en Russie était de plus de 150 000 en 2014.[réf. à confirmer]
L'augmentation de la population a conduit à surnommer Londres « Londongrad » et « Moscou-sur-Tamise ».
À Londres et dans le Sud-Est, il y a un certain nombre d'écoles russes dont le but est de transmettre la langue et la culture russes aux enfants d'immigrants.
Beaucoup de Russes sont venus au Royaume-Uni des pays baltes, en 2004, ils ont rejoint l'UE.
Le nombre total de personnes d'origine russe est de près de 300 000.[réf. à confirmer]
Selon le recensement de 2011, 36 313 personnes nées en Russie vivent en Angleterre, 687 au Pays de Galles, et 2 180 en Écosse et 349 en Irlande du Nord.

## Éducation
L'École de l'Ambassade russe à Londres est une école internationale russe de la capitale britannique.

## Personnalités
Voici une liste d'expatriés russes au Royaume-Uni et de Britanniques de descendance russe.
Cette liste est incomplète ; vous pouvez aider en la complétant.

### Arts et la littérature
- Ali Bastian, actrice[9]
- Martin Benson, acteur[10]
- Lady Colin Campbell, écrivaine et biographe[11]
- Jill Craigie, réalisateur, scénariste, féministe[12],[13]
- Marita Crawley, dramaturge[14]
- Theodore Dalrymple, auteur[15]
- Vernon Dobtcheff, acteur[16]
- Amanda Donohoe, actrice[17]
- Sergei Fyodorov, peintre d'icônes russes
- Georgette Heyer, romancier[18]
- Rachel Johnson, sœur de Boris Johnson[19]
- Edward Judd, acteur[20]
- Ben Kingsley, acteur[21]
- Theodore Komisarjevsky, directeur théâtral[22]
- Lilia Kopylova, danseur renommé[23]
- Jocelyn Lane, actrice et modèle[24]
- Tania Mallet, actrice, James Bond girl dans Goldfinger[25]
- Richard Marner, acteur[26]
- Dame Helen Mirren, actrice[27]. Gagnante de l'Academy Award comme Meilleure Actrice, quatre SAG Awards, quatre BAFTAs, trois Golden Globes, quatre Emmy Awards, et deux prix d'interprétation féminine du Festival de Cannes
- Warren Mitchell, acteur [28],[29]
- Sophia Myles, actrice [30]
- Seva Novgorodsev, présentateur du Service radio de la BBC[31]
- Sergei Pavlenko, peintre portraitiste[32]
- Muriel Pavlow, actrice[33]
- Ingrid Pitt, actrice de film d'horreur[34]
- Stephen Poliakoff, dramaturge, directeur [35],[36]
- Oleg Prokofiev, artiste, sculpteur et poète [37]
- Oliver Reed, acteur[38]
- Charlotte Ronson, styliste[39]
- George Sanders, acteur
- John Sergeant, journaliste[40]
- Carolyn Seymour, actrice[41]
- Dinah Sheridan, actrice[42]
- Paul Sheriff, gagnant d'Academy Award, directeur artistique[43]
- Victoria Tennant, actrice[44]
- Sir Peter Ustinov, acteur[45]. Gagnant de deux Academy Awards pour le meilleur second rôle, un BAFTA award, un Golden Globe, trois Emmy Awards et un Grammy Award
- Sabra Williams, actrice[46]
- Michael Winner, réalisateur[47]
- Christian Wolmar, auteur[48]

### Entreprise
- Evgeny Lebedev, homme d'affaires
- Vladimir Raitz, fondateur de l' Horizon de Vacances de Groupe[49]
- Sir Stuart Rose, Chef de la Direction de Marks & Spencer[50]

### Militaire
- Vladimir Peniakoff, le Lieutenant-Colonel de l'Armée Britannique, l'Ordre du Service Distingué, Croix Militaire[51]
- Pavel Chichagov, Commandant et Amiral de l'empire russe de la Marine sous Alexandre Ier. Petit-fils de l'Amiral Vasili Chichagov et de sa femme, anglaise.
- Rudolf Abel - Colonel et dirigeant d'un réseau d'Espionnage pendant la Guerre Froide, né à Newcastle-upon-Tyne comme Vilyam Genrikhovich Fisher[52],[53].

### Musique
- Carl Barat, musicien, cofondateur du groupe The Libertines
- Pete Doherty, musicien, cofondateur du groupe The Libertines
- Mick Jones, musicien, cofondateur du groupe The Clash
- Albert Coates, né en Russie[54] chef d'orchestre et compositeur
- Alina Ibragimova, violoniste [55]
- Paul Kossoff, musicien, membre du groupe Libre. Son père était russe d'origine juive [56]
- Nina Rautio, né en Russie soprano [57] et professeur vocal
- Katie Melua, chanteuse[58]
- Mark Ronson, producteur de musique[39],
- Samantha Ronson, DJ[39]
- Gavin Rossdale, musicien[59]
- Amy Winehouse, chanteuse[60]

### Politique
- Nick Clegg, Ancien vice-Premier Ministre du Royaume-Uni[61],[62]
- Susan Greenfield, la Baronne Greenfield, membre de la Chambre des Lords, scientifique, écrivain et animateur de radio[63],
- Boris Johnson, Ancien Maire de Londres[19]
- Jo Johnson, frère de Boris Johnson, Membre du Parlement et journaliste
- Sidney Herbert, premier Baron Herbert de Lea, anglo-russe, homme d'état et leader du mouvement pour la Santé des armées et de la Guerre Office de la réforme après la Guerre de Crimée. Sa mère était une russe noble, la Comtesse Catherine de Vorontsov, elle-même fille du diplomate russe au Royaume-Uni, Semyon Romanovitch Vorontsov. L'actuel Comte de Pembroke en est un descendant direct.

### Science
- Isaiah Berlin, théoricien social et politique renommé et historien[64]
- Konstantin Novoselov, Gagnant du Prix Nobel de physique [65]
- Andre Geim, Gagnant du Prix Nobel de physique[65]
- Ronald Hutton, historien[66]
- Martyn Poliakoff, CBE, FRS, chimiste[35]
- Robert Skidelsky, historien économique[67]
- Alexandra Tolstoï, femme d'affaires, fellow de la Royal geographical Society[68]
- Nicolas Tolstoï, historien[69]
- Sir John Vane, Gagnant du Prix Nobel de physiologie ou médecine[70]
- Paul Vinogradoff, historien, médiéviste[71]
- Nicolas Zernov, théologien orthodoxe[72]

### Sports
- Alexandre Obolensky, jour de l'union international de rugby[73]